# ガラス・土石製品関連の業界団体の一覧
ガラス・土石製品関連の業界団体の一覧（ガラス・どせきせいひんかんれんのぎょうかいだんたいのいちらん）を示す。
ガラス・土石製品製造業者の親睦などを目的とする団体、技術向上などを行う団体など、多岐にわたる。

## 業界団体一覧
- ガラス産業連合会
- 日本製壜協会
- 日本ファインセラミックス協会
- セメント協会
- 日本コンクリート工学協会
- 全国コンクリート製品協会
- 全国コンクリート圧送事業団体連合会
- 全国生コンクリート工業組合連合会
- 全国生コンクリート協同組合連合会
- 板硝子協会
- 日本硝子製品工業会
- 日本ガラスびん協会
- 食品容器環境美化協会
- 東京硝子製品協同組合
- 大阪硝子工業会
- 東部硝子工業会(江戸硝子
- 東京カットグラス工業協同組合（江戸切子
- 東京理化学硝子器械工業協同組合
- ニューガラスフォーラム
- 日本光学硝子工業会
- 硝子繊維協会
- 電気硝子工業会
- 日本宝石共同組合
- 日本真珠振興会
- 日本ジュエリー協会
- ダイヤモンド工業協会
- 日本石材産業協会
  - 全国石製品工業協同組合連合会　
  - 日本石材協会　
  - 全日本石材振興会
  - 全国青年石材連絡協議会
- 全国石製品協同組合
- 日本建材・住宅設備産業協会
- 全国建築石材工業会
- ロックウール工業会
- 日本サッシ協会
- カーテンウォール・防火開口部協会
- 日本陶業連盟
- 日本陶磁器工業協同組合連合会
- 日本琺瑯工業会
- 萬古陶磁器工業協同組合
- 日本輸出陶磁器完成工業組合連合会
- 全国伝産陶磁器組合協議会
- 全国魔法瓶工業組合
- 日本ガラス工芸協会
- 全日本ネオン協会
- 全日本鏡連合会